# Omero, Iliade
Omero, Iliade è una riscrittura e reinterpretazione del poema epico omerico dell'Iliade, scritta da Alessandro Baricco e pubblicata da Feltrinelli nel 2004.

## Stile e struttura
L'opera è basata sulla traduzione dell'Iliade da parte di Maria Grazia Ciani.
Alessandro Baricco fa narrare la vicenda direttamente da parte dei protagonisti, ai quali dedica interi capitoli in cui si esprimono per monologhi. Alcuni dei capitoli hanno dialoghi a più voci, quali il quarto (Pandaro, Enea), l'ottavo (Diomede e Ulisse) e il decimo (Sarpedonte, Aiace di Telamone, Ettore).
Rispetto al testo originale, Baricco ha optato per eliminare alcune delle ripetizioni e la presenza delle divinità, mentre per quanto riguarda il linguaggio, ha scelto un italiano moderno, rimuovendo così, con le sue parole, «tutti gli spigoli arcaici che allontanano dal cuore delle cose».
A conclusione della storia, che non affronta direttamente la vicenda del Cavallo di Troia e della caduta della città, Baricco ha poi aggiunto un capitolo in cui viene narrata la fine della guerra, che riprende il canto di Demodoco dall'Odissea di Omero e La presa di Ilio di Trifiodoro.

## Reading
Il testo di Baricco è stato presentato sotto forma di reading nel corso di tre serate, il 24, 25 e 26 settembre 2004 presso l'Auditorium Parco della Musica di Roma, poi replicate il 1°, 2 e 3 ottobre 2004 presso l'Auditorium Gianni Agnelli di Torino.
La musica dell'evento è stata curata da Giovanni Sollima, mentre gli interpreti dei monologhi sono stati rispettivamente
:
- Fabrizia Sacchi: Criseide, Andromaca
- Paolo Rossi: Tersite
- Caterina Deregibus: Elena
- Simone Gandolfo: Pandaro, Ettore, Agamennone
- Mariella Fabbris: Nutrice
- Alessandro Baricco: Nestore, Fenice e Priamo
- Carolina Felline: Achille
- Sandro Veronesi: Ulisse
- Edoardo Nesi: Diomede
- Elio Germano: Patroclo, Antiloco
- Michele Di Mauro: Sarpedonte, il Fiume
- Pierfrancesco Favino: Enea, Aiace
- Stefano Benni: Demòdoco

## Edizioni
- Alessandro Baricco, Omero, Iliade, collana Economica Feltrinelli, Feltrinelli, 2004,  pp. 163, ISBN 88-07-49031-5.